# Siegenita
La siegenita es un mineral de la clase de los minerales sulfuros, y dentro de esta pertenece al llamado “grupo de la linneíta”. Fue descubierta en 1850 en el distrito de Siegen-Wittgenstein, en el estado de Renania del Norte-Westfalia (Alemania), siendo nombrada así por el nombre de esta localización. Un sinónimo poco usado es müsenita.

## Características químicas
Es un sulfuro de cobalto y níquel. El grupo de la linneíta al que pertenece son sulfuros y similares con la estructura de la espinela.
Forma una serie de solución sólida con la violarita (FeNi2S4), en la que la sustitución gradual del cobalto por hierro va dando los distintos minerales de la serie.
Además de los elementos de su fórmula, suele llevar como impurezas: selenio, cobre y hierro.

## Formación y yacimientos
Se forma en vetas hidrotermales con otros sulfuros de cobre, hierro y níquel.
Suele encontrarse asociado a otros minerales como: calcopirita, pirrotita, galena, esfalerita, pirita, millerita, gersdorffita o ullmannita.

## Usos
Puede ser extraído en las minas junto con otros sulfuros de los metales como mena de estos.